# Jean-Louis Gilet
Jean-Louis Gilet, né le 21 août 1902 à Toulouse et mort le 7 septembre 1964 dans la même ville, est un architecte français.

## Biographie
Il fait ses études à l'École supérieure des beaux-arts de Toulouse jusqu'en 1918. Il est ensuite élève de Victor Laloux et Charles Lemaresquier à l’École nationale supérieure des beaux-arts à Paris, diplômé en 1932.  
Il est architecte associé à son père Joseph Gilet à partir de 1932, puis son successeur jusqu'en 1962. 
Il est membre de la Société archéologique du Midi de la France, de la Société des artistes méridionaux, de la Société des artistes toulousains, et président de l'Académie des arts de Toulouse. Il relance en 1935 la revue "Art méridional" dont il sera le directeur éditorial et un contributeur important.  
Il enseigne à  l’École supérieure des beaux-arts à partir de 1937. Il sera directeur de l'École régionale d'architecture de Toulouse de 1942 à 1944 puis à partir de 1952. 
À partir des années 1950, il devient propriétaire du château de Brax.

## Œuvres principales
À Toulouse :
- 1932 : Immeuble Bancal, 54 rue Bayard, avec Joseph Gilet[2].
- 1933 : Immeubles du lotissement Gontaud-Biron, 4 et 6 rue de la Brasserie, avec Joseph Gilet, Toulouse  Inscrit MH (2018)[3].
- 1933 : Immeuble, 4 rue des Potiers, avec Joseph Gilet[4].
- 1936 : Maison Fabre, 8 rue Mireille[5].
- 1936 : Villa Bisseuil, 126 avenue Raymond-Naves, avec Joseph Gilet[6].
- 1937 : Pharmacie Subra, 1, avenue Honoré-Serres, avec Joseph Gilet[7].